# CamelPhat
CamelPhat is een Britse housegroep uit Liverpool die bestaat uit Dave Whelan and Mike Di Scala. De groep bestaat sinds 2004 en werd vooral bekend met het nummer Cola uit 2017.

## Geschiedenis
Dave Whelan and Mike Di Scala begonnen hun samenwerking halverwege de jaren 00. Vanaf 2004 werkten ze al geregeld samen onder diverse namen. In 2006 maken ze de bescheiden hit Shot Away, van het project Pawnshop dat gebaseerd is op een sample van Gimme Shelter van de The Rolling Stones. In 2010 werd gekozen voor de naam CamelPhat als vaste bandnaam. Vanaf dat moment verschenen er met regelmaat ep's. Een succes hebben ze in 2017 met de single Cola, die in meerdere landen een hit wordt. Voor de single krijgen ze een DJ Award. Enkele malen wordt er samengewerkt met anderen. In 2019 werken ze samen met Riva Starr en de Amerikaanse zangeres Ursula Rucker op de Crystal Clear EP. Ze krijgen dat jaar ook een nominatie voor een Uk music video award voor de video van Be Someone, die ze met Jake Bugg opnemen.
Diverse singles zijn een opmaat naar een eerste album. Dark Matter, dat in 2020 verschijnt, is een zeer ambitieus dubbelalbum waarop veel gasten worden betrokken. Bekende namen die meedoen zijn Noel Gallagher, Skream, Au/Ra, David Rhodes en Yannis Philippakis meedoen. 
In 2021 hebben ze een klein succesje met de single Critical, dat een samenwerking is met Green Velvet. In 2023 verschijnt opvolger Spiritual Milk, dat wederom vele vocalisten betrekt. Naast een terugkeer van Jake Bugg, zijn ook Sohn, London Grammar en Rune RK te gast. In 2024 maakt hij de track Endlessly, samen met Nadia Ali.

## Discografie
| Single met eventuele hitnotering(en) in de Nederlandse Top 40 | Datum van verschijnen | Datum van binnenkomst | Hoogste positie | Aantal weken | Opmerkingen               |
| ------------------------------------------------------------- | --------------------- | --------------------- | --------------- | ------------ | ------------------------- |
| Cola                                                          |                       | 09-09-2017            | tip4            | -            | met Elderbrook            |
| Panic Room                                                    |                       | 16-06-2018            | tip4            | -            | met Au/Ra                 |
| Breathe                                                       |                       | 29-12-2018            | tip6            | -            | met Jem Cooke en Cristoph |

### Albums
- Dark Matter (2020)
- Spiritual Milk (2019)